# Svetozar Borojević von Bojna
Svetozar Borojević von Bojna (in lingua serba: Svetozar Borojević od Bojne/Светозар Боројевић од Бојне; Costainizza, 13 dicembre 1856 – Klagenfurt, 23 maggio 1920) è stato un feldmaresciallo austro-ungarico, di origine serba di Croazia.
Comandante del fronte dell'Isonzo nella prima guerra mondiale, fu a capo delle truppe austriache che riuscirono a contenere l'assalto di quelle italiane sul fronte del Carso. Consapevole della inferiorità numerica delle sue truppe rispetto a quelle dell'avversario (gli austroungarici combattevano anche sul fronte russo e quello serbo), seppe preservarle mantenendo sempre una posizione difensiva e fece leva sulla superiorità di fuoco rispetto a quella italiana.

## Carriera anteguerra
Borojević nacque in una famiglia serba ortodossa nel paesino di Umetić presso Kostajnica (Croazia). La regione era parte della Frontiera Militare dell'Austria-Ungheria (per poi essere reincorporata alla Croazia il 15 luglio 1881). Dopo aver concluso gli studi giovanili si trasferì a Kamenica e poi a Graz, dove studiò in accademie militari. Avanzò rapidamente di grado (caporale nel 1872, tenente nel 1875) e divenne un Comandante nel Kraljevsko hrvatsko domobranstvo (Reale Milizia Territoriale Croata, inquadrata nell'Esercito ungherese). Si distinse durante l'occupazione austriaca della Bosnia ed Erzegovina nel 1878 e venne promosso al grado di oberleutnant nel 1880.
Tra il 1887 e il 1891 continuò l'addestramento militare e successivamente fece l'istruttore, divenendo maggiore nel 1892. Nel 1897 venne promosso al rango di colonnello, e gli venne affidato l'incarico di Capo di Gabinetto della VII Armata nel giugno 1898, che mantenne fino al febbraio 1904. Nel 1903 venne sollevato dagli incarichi presso il Hrvatsko domobranstvo. Nel frattempo, nel 1889, si era sposato con la figlia di un ufficiale austriaco. Nel 1905 gli venne concesso il titolo baronale col predicato von Bojna. Divenne il comandante della Sesta Armata nell'aprile 1912.

## La prima guerra mondiale

### Sul fronte orientale

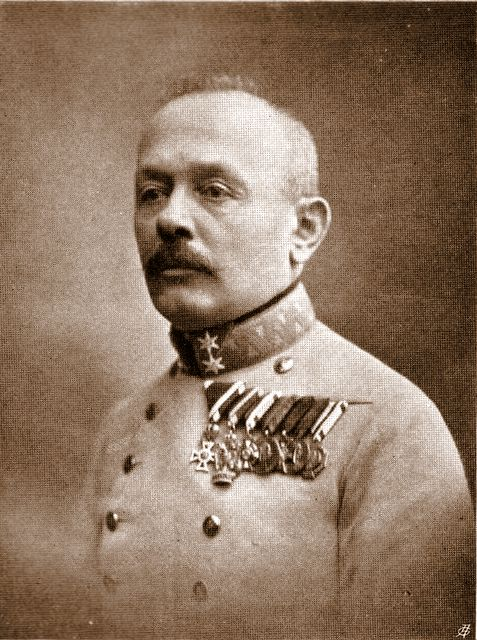
Il generale Borojević

Quando ebbe inizio la prima guerra mondiale (1914), egli era al comando della Sesta Armata sul fronte orientale. Nei primi giorni del settembre 1914 divenne comandante della Terza Armata e ad ottobre liberò il Forte di Przemyśl, fornendo un temporaneo sollievo durante l'assedio di Przemyśl. Le sue truppe vennero fatte retrocedere per tenere le postazioni attorno a Limanowa, sul passo montano di Dukla e altrove sui Carpazi, in modo da impedire all'esercito russo di sfondare sul Danubio.
La controffensiva russa del febbraio e marzo 1915 per poco non costrinse la Terza Armata di Borojević a retrocedere verso l'Ungheria; tuttavia questa resistette abbastanza a lungo da permettere ai rinforzi dalla Germania di arrivare e salvare la già minacciata Budapest e la testa di ponte a Presburgo (l'odierna Bratislava).
Le due formazioni poi si unirono alla generale offensiva austro-germanica (con la Quarta Armata austroungarica dell'arciduca Giuseppe Ferdinando e l'Undicesima Armata germanica del feldmaresciallo Mackensen) che fece retrocedere i russi e riprese possesso di Przemyśl.

### Sul fronte italiano
Tuttavia Borojević non rimase sul fronte orientale il tempo necessario per vedere Przemyśl liberata (25 giugno 1915), in quanto venne spedito sul fronte italiano, portando con sé parte della Terza Armata e lasciando il resto delle forze nelle mani di Mackensen. Sul nuovo fronte Borojević divenne Comandante della Quinta Armata, con la quale organizzò la difesa contro gli italiani, sventando numerose offensive. Il generale Luigi Cadorna, comandante del Regio Esercito italiano, iniziò una serie di battaglie caratterizzate prevalentemente da attacchi frontali contro difese schierate. L'opinione pubblica, per la difesa sostenuta nella difesa dei confini imperiali, gli attribuì il titolo onorifico di "Leone dell'Isonzo".
Il 23 agosto 1917 divenne comandante del fronte sudoccidentale, a cui venne dato successivamente il nome di Armata Borojević. Divenne feldmaresciallo il 1º febbraio 1918 e venne premiato con numerose decorazioni, incluso l'ordine militare di Maria Teresa. Di lui dicevano che non andava mai in prima linea e che preferiva starsene a Postumia, lontano dal fronte. La strategia di Borojević, incentrata prevalentemente sulla difesa, gli permise di fermare l'avanzata italiana sul Monte Hermada, impedendole di raggiungere Trieste. Nel 1917 subentrò al comando il generale Otto von Below che, con un pesante bombardamento a base di gas asfissiante, riuscì a sfondare il fronte italiano a Caporetto, costringendo le truppe italiane a ritirarsi fino al fiume Piave.
Svetozar Borojević von Bojna prese il comando sul fronte italiano per la battaglia del solstizio l'offensiva che nelle intenzioni austriache avrebbe dovuto dare il colpo di grazia alle truppe italiane e che invece si concluse con una pesantissima sconfitta. Borojević condusse anche le manovre nella battaglia finale di Vittorio Veneto, quando le sue truppe furono travolte dall'Esercito Italiano ed i soldati ungheresi disertarono in massa. Nella fuga Borojević riuscì a compattare delle truppe sul Tagliamento, grazie alle quali riparò a Velden, dove si offrì di sopprimere le rivolte antiasburgiche che nel frattempo stavano avendo luogo a Vienna. L'imperatore rifiutò quest'offerta e Borojević si dimise dai propri incarichi in dicembre, dopo la sconfitta dell'Impero austro-ungarico.

## Dopoguerra
Borojević fu dimenticato, poiché l'Austria gli imputava pesanti responsabilità nella disfatta. Cercò di ottenere il permesso di vivere a Zagabria: "Combattendo per l'Austria ho difeso anche i croati", soleva dire. Ma le autorità del nuovo Regno dei Serbi, dei Croati e degli Sloveni glielo negarono. Restò quindi a vivere in Austria e morì d'apoplessia nell'ospedale di Klagenfurt. Il suo corpo venne portato a Vienna, dove fu sepolto in una tomba pagata dall'ex imperatore Carlo I.